# 9 (cifră)
Nouă este o cifră notată în scrierea arabă 9 sau romană IX, este un număr compus, impar, pozitiv. Cifra nouă se află în șirul crescător de numere naturale între cifra 8 și numărul 10, după valoare. În antichitate, din cauza că era un număr impar, se considera că are puteri magice de aceea cifra 9 se bucura de o deosebită trecere. Pitagora, părintele matematicii, și Hipocrat, părintele medicinei, le atribuiau numerelor neperechi o putere miraculoasă: copilul se naște la 9 luni. Muzele sunt 9.

## Istorie

### Evoluția simbolului
Potrivit lui Georges Ifrah, originea celor 9 numere întregi poate fi atribuită civilizației indiene antice, și a fost adoptat de către civilizațiile ulterioare în legătură cu 0.
La început, indienii aveau diverse scrieri ale lui 9 similare cu marca modernă. Kshtrapa, Andhra și Gupta au început să scrie cifra 9 curbând linia verticală de jos. Nagari a continuat cursa de jos pentru a face un cerc, în mare parte în același fel în care caracterul @ înconjoară o literă mică a. Cu trecerea timpului, cercul anexat a devenit mai mare și linia sa a continuat dincolo de cercul de jos. Arabii pur și simplu l-au mai corectat și a apărut versiunea arabă.
În timp ce 9 este folosit în forma ascendentă în cele mai multe fonturi moderne, în caractere de text cu cifre caracterul are de obicei varianta descendentă, ca de exemplu în .
Această cifră seamănă cu cifra 6 inversată, evoluat de la litera "8". Pentru a dezambiguiza cele două pe obiecte și documente care pot fi inversate, 9 este adesea subliniat, așa cum este făcut și pentru 6. O altă distincție față de 6 este că acesta este de multe ori scrisă de mână, cu o tulpină dreaptă.

## În matematică
Nouă este un număr compus, divizorii acestuia fiind 1 și 3. Este de 3 ori 3 și, prin urmare, al treilea număr pătrat. Nouă este un număr Motzkin. Acesta este primul număr compus norocos.
Nouă este cel mai mare număr cu o singură cifră în sistemul zecimal. Acesta este al doilea pătrat neunitar prim de forma (P2) și, în primul rând, este impar. Toate pătratele ulterioare ale acestui formular sunt impare. Ea are o sumă alicotă unică, 4, care este în sine primul număr pătrat.
Este un număr harshad în bazele 3, 4, 7 și mai mari de 8.
Există nouă numere Heegner.
Deoarece 9 = 321, 9 este un factor de exponență.
Un poligon cu nouă laturi se numește eneagon sau nonagon. Un grup din nouă se numește „enead”.
În baza 10, un număr este uniform divizibil cu nouă dacă și numai dacă rădăcina sa digitală este 9. Adică, dacă se înmulțește nouă cu oricare număr natural, și se adună în mod repetat cifrele rezultatului până când acesta este doar o cifră, rezultatul va fi nouă:
- 2 × 9 = 18 (1 + 8 = 9)
- 3 × 9 = 27 (2 + 7 = 9)
- 9 × 9 = 81 (8 + 1 = 9)
- 121 × 9 = 1089 (1 + 0 + 8 + 9 = 18; 1 + 8 = 9)
- 234 × 9 = 2106 (2 + 1 + 0 + 6 = 9)
- 578329 × 9 = 5204961 (5 + 2 + 0 + 4 + 9 + 6 + 1 = 27; 2 + 7 = 9)
- 482729235601 × 9 = 4344563120409 (4 + 3 + 4 + 4 + 5 + 6 + 3 + 1 + 2 + 0 + 4 + 0 + 9 = 45; 4 + 5 = 9)

Există și alte modele interesante care implică multipli de nouă:
- 12345679 x 9 = 111111111
- 12345679 x 18 = 222222222
- 12345679 x 81 = 999999999

Aceasta funcționează și pentru toți multiplii lui 9. n = 3 este singurul n > 1, astfel că un număr este divizibil cu n dacă și numai dacă rădăcina sa digitală este n. În baza N, divizori lui N - 1 au această proprietate. O altă consecință a 9 fiind 10-1, este că acesta este, de asemenea, un număr Kaprekar.
În baza 10 diferența dintre un număr întreg pozitiv și suma cifrelor sale este un multiplu întreg de nouă. Exemplu:
- suma cifrelor lui 41 este de 5, și 41-5 = 36. Rădăcina digitală a lui 36 este 3 + 6 = 9, care, după cum s-a explicat mai sus, demonstrează că este uniform divizibil cu nouă.
- suma cifrelor lui 35967930 este de3+5+9+6+7+9+3+0 = 42, și 35967930-42 = 35967888. Rezultă că 35967888 este 3 +5 +9 +6 +7 +8 +8 +8 = 54, 5+4 = 9.

Eliminarea de 9 este o modalitate rapidă de testare a calculelor de sume, diferențe, produse, și coeficienți întregi, cunoscută de mult timp, încă din secolul al XII-lea.
Șase de 9 consecutivi apar între zecimalele 762 și 767 ale lui π. Acest lucru este cunoscut ca punctul Feynman.
În binar 9 este opusul lui 6:
```
9 = 1001
6 = 0110
```

### Probabilități =
Cea mai des probabilitate întâlnită este de 99 % fiindcă o probabilitate de 100 % este considerată imposibilă în cele mai multe cazuri. Din acest caz probabilitatea de 99 % sau 99,9 % este considerată mai corectă decât probabilitatea de 100 %. De exemplu: 
Recipientul este curat 99 % dar nu 100 %.

### Sistem de numerație
| Baza                           | Sistem numeral                 | Reprezentare |
| ------------------------------ | ------------------------------ | ------------ |
| 2                              | Binar                          | 1001         |
| 3                              | Ternar                         | 100          |
| 4                              | cuaternar                      | 21           |
| 5                              | cvinariu                       | 14           |
| 6                              | senar                          | 13           |
| 7                              | septenar                       | 12           |
| 8                              | octal                          | 11           |
| 9                              | nonar                          | 10           |
| peste 9 (zecimal, hexazecimal) | peste 9 (zecimal, hexazecimal) | 9            |

### Lista calculelor de bază
| Înmulțire                 | 1 | 2  | 3  | 4  | 5  | 6  | 7  | 8  | 9  | 10 |  | 11 | 12  | 13  | 14  | 15  | 16  | 17  | 18  | 19  | 20  |  | 21  | 22  | 23  | 24  | 25  |  | 50  | 100 | 1000 |
| ------------------------- | - | -- | -- | -- | -- | -- | -- | -- | -- | -- |  | -- | --- | --- | --- | --- | --- | --- | --- | --- | --- |  | --- | --- | --- | --- | --- |  | --- | --- | ---- |
| {\displaystyle 9\times x} | 9 | 18 | 27 | 36 | 45 | 54 | 63 | 72 | 81 | 90 |  | 99 | 108 | 117 | 126 | 135 | 144 | 153 | 162 | 171 | 180 |  | 189 | 198 | 207 | 216 | 225 |  | 450 | 900 | 9000 |

| Împărțire               | 1                                 | 2                                 | 3                                 | 4                                 | 5                                 | 6                                 | 7                                      | 8                                 | 9 | 10                                |  | 11                                 | 12                                | 13                                     | 14                                      | 15                                |
| ----------------------- | --------------------------------- | --------------------------------- | --------------------------------- | --------------------------------- | --------------------------------- | --------------------------------- | -------------------------------------- | --------------------------------- | - | --------------------------------- |  | ---------------------------------- | --------------------------------- | -------------------------------------- | --------------------------------------- | --------------------------------- |
| {\displaystyle 9\div x} | 9                                 | 4.5                               | 3                                 | 2.25                              | 1.6                               | 1.5                               | {\displaystyle 1.{\overline {285714}}} | 1.125                             | 1 | 0.9                               |  | {\displaystyle 0.{\overline {81}}} | 0.75                              | {\displaystyle 0.{\overline {692307}}} | {\displaystyle 0.6{\overline {428571}}} | 0.6                               |
| {\displaystyle x\div 9} | {\displaystyle 0.{\overline {1}}} | {\displaystyle 0.{\overline {2}}} | {\displaystyle 0.{\overline {3}}} | {\displaystyle 0.{\overline {4}}} | {\displaystyle 0.{\overline {5}}} | {\displaystyle 0.{\overline {6}}} | {\displaystyle 0.{\overline {7}}}      | {\displaystyle 0.{\overline {8}}} | 1 | {\displaystyle 1.{\overline {1}}} |  | {\displaystyle 1.{\overline {2}}}  | {\displaystyle 1.{\overline {3}}} | {\displaystyle 1.{\overline {4}}}      | {\displaystyle 1.{\overline {5}}}       | {\displaystyle 1.{\overline {6}}} |

| Exponențiere            | 1 | 2   | 3     | 4      | 5       | 6        | 7        | 8         | 9         | 10         |  | 11          | 12           | 13            |
| ----------------------- | - | --- | ----- | ------ | ------- | -------- | -------- | --------- | --------- | ---------- |  | ----------- | ------------ | ------------- |
| {\displaystyle 9^{x}\,} | 9 | 81  | 729   | 6561   | 59049   | 531441   | 4782969  | 43046721  | 387420489 | 3486784401 |  | 31381059609 | 282429536481 | 2541865828329 |
| {\displaystyle x^{9}\,} | 1 | 512 | 19683 | 262144 | 1953125 | 10077696 | 40353607 | 134217728 | 387420489 | 1000000000 |  | 2357947691  | 5159780352   | 10604499373   |

| Radicali                | 1                         | 5                         | 10                        | 15                        | 20                        | 25                        | 30                        | 40                        | 50                         | 60                          | 70                           | 80                            | 90                        | 100                       |
| ----------------------- | ------------------------- | ------------------------- | ------------------------- | ------------------------- | ------------------------- | ------------------------- | ------------------------- | ------------------------- | -------------------------- | --------------------------- | ---------------------------- | ----------------------------- | ------------------------- | ------------------------- |
| Radicali                | 110                       | 120                       | 130                       | 140                       | 150                       | 200                       | 250                       | 500                       | 1000                       | 10000                       | 100000                       | 1000000                       |                           |                           |
| {\displaystyle x_{9}\ } | 1                         | 5                         | {\displaystyle 11_{9}\ }  | {\displaystyle 16_{9}\ }  | {\displaystyle 22_{9}\ }  | {\displaystyle 27_{9}\ }  | {\displaystyle 33_{9}\ }  | {\displaystyle 44_{9}\ }  | {\displaystyle 55_{9}\ }   | {\displaystyle 66_{9}\ }    | {\displaystyle 77_{9}\ }     | {\displaystyle 88_{9}\ }      | {\displaystyle 110_{9}\ } | {\displaystyle 121_{9}\ } |
| {\displaystyle x_{9}\ } | {\displaystyle 132_{9}\ } | {\displaystyle 143_{9}\ } | {\displaystyle 154_{9}\ } | {\displaystyle 165_{9}\ } | {\displaystyle 176_{9}\ } | {\displaystyle 242_{9}\ } | {\displaystyle 307_{9}\ } | {\displaystyle 615_{9}\ } | {\displaystyle 1331_{9}\ } | {\displaystyle 14641_{9}\ } | {\displaystyle 162151_{9}\ } | {\displaystyle 1783661_{9}\ } |                           |                           |

## În știință

### În astronomie
- Obiectul NGC 9 din New General Catalogue este o galaxie spirală cu o magnitudine 13,7 în constelația Pegas.
- 9 Metis este un asteroid din centura principală.
- 9P/Tempel (Tempel 1) este o cometă periodică din sistemul solar.

## În religie
9 este cifra asociată cu Judecata și cu Deznodământul. Descompusă fragmentar, cifra 9 este 3x3 sau produsul perfecțiunii divine. Valorile lui nouă și ale multiplilor lui apar în Biblie acolo unde este vorba despre judecată.

## Alte domenii
9 se poate referi la:
- După 9 ani de căsătorie este aniversată nunta de salcie.[5]
- Durata gestației la specia umană este de 9 luni.
- Sunt nouă muze.